# Russell Hornsby
Russell Hornsby (Oakland, Kalifornia, 1974. május 15. –) amerikai színész.
Leginkább Edward "Eddie" Sutton szerepéről ismert az ABC Family Lincoln Heights című sorozatából. Feltűnt az HBO A terapeuta, az NBC Grimm és a Showtime A viszony című drámasorozatában, valamint a Kerítések (2016) című filmben.

## Fiatalkora és tanulmányai
Hornsby a kaliforniai Oaklandben született. A kaliforniai Berkeleyn, a St. Mary's főiskola futballistája volt. Felvételizett A Wiz című musical tavaszi előadásában, amelyben eljátszotta a madárijesztő szerepét. Ezt követően nagyon érdeklődött a színház és a színészet iránt, ezért részt vett az iskola több színházi produkciójában. Érettségi után színházi tanulmányokat folytatott a Bostoni Egyetemen, ahol előadói diplomát szerzett. Az érettségi után Hornsby a British American Drama Academy-n folytatta tanulmányait.

## Színészi pályafutása
Az oxfordi tanulmányainak befejezése után Hornsby New Yorkba költözött, majd főszerepet töltött be a Ne bántsátok a feketerigót! című Off Broadway produkcióban (Atticus Finch néven), valamint a Hat lépés távolságban Joe Louis Blues-t alakította. Az 1990-es évek végén úgy döntött, Los Angelesbe költözik, hogy áttérjen a televíziós sorozatokra és a filmekre. Számos különböző televíziós produkcióban szerepelt, többek között visszatérő szerepekben szerepelt a A hetedik érzékben Marcus Bradshaw nyomozóként és Gideon's Crossing-ben, mint Dr. Aaron Boise rezidens. Egyéb televízios sorozatai közé tartozik a Grace klínika, az Esküdt ellenségek és az In Justice. Eljátszotta Leon Taylor-t az ESPN-es A pálya királyai című drámasorozatban.
A nagyképernyőn olyan filmekben tűnt fel, mint Az utolsó gyémántrablás, a Minden hájjal megkent hazug, a Pénzed vagy életed, a Keep the Faith, Baby, az Apádra ütök és a Halálra ítélve. 2000-ben Hornsby szerepelt a Jitney Off-Broadway produkciójában, amelyért Drama Desk-díjat és Obie-díjat nyert.
A Grimm című NBC-s fantasy-drámasorozatban játszott 2011 és 2017 között. 2018-ban Isaiah Butlert alakította a Hét másodperc netflixes krimiben. Ugyanebben az évben Hornsby csatlakozott a Creed II. stábjához, amelyben Buddy Marcelle-t alakította.

## Filmográfia

### Film
| Év   | Cím                         | Eredeti cím                            | Szerep                   | Magyar hang      |
| ---- | --------------------------- | -------------------------------------- | ------------------------ | ---------------- |
| 1998 |                             | Woo                                    | fickó                    |                  |
| 2000 | Apádra ütök                 | Meet the Parents                       | éjszakai csomagkézbesítő |                  |
| 2002 | Minden hájjal megkent hazug | Big Fat Liar                           | Marcus Duncan            | Harmath Imre     |
| 2004 | Az utolsó gyémántrablás     | After the Sunset                       | Jean Paul                | Sebestyén András |
| 2005 | Pénzed vagy életed          | Get Rich or Die Tryin                  | Odell                    |                  |
| 2005 | Edmond                      | Edmond                                 | Shill                    | Mesterházy Gyula |
| 2006 | Ilyen még nem volt          | Something New                          | Dr. Borcklond            |                  |
| 2007 | Halálra ítélve              | Stuck                                  | Rashid                   |                  |
| 2008 |                             | Dear Me (rövidfilm)                    | Ő                        |                  |
| 2010 |                             | Salvation Road (rövidfilm)             | Kearn                    |                  |
| 2012 |                             | LUV                                    | Pratt nyomozó            |                  |
| 2016 | Kerítések                   | Fences                                 | Lyons Maxson             | Fehér Tibor      |
| 2018 |                             | Fevah (rövidfilm)                      | Jelani                   |                  |
| 2018 | A gyűlölet, amit adtál      | The Hate U Give                        | Maverick Carter          | Debreczeny Csaba |
| 2018 | Creed II.                   | Creed II                               | Buddy Marcelle           | Sarádi Zsolt     |
| 2021 |                             | R#J                                    | Prince százados          |                  |
| 2022 | A nyoma vesztett            | Last Seen Alive                        | Paterson nyomozó         | Zöld Csaba       |
| 2024 | Szikomorfán születtem       | The Supremes at Earl's All-You-Can-Eat | Richmond                 |                  |

### Televízió
| Év        | Magyar cím                               | Eredeti cím                                | Szerep                 | Megjegyzések                                             |
| --------- | ---------------------------------------- | ------------------------------------------ | ---------------------- | -------------------------------------------------------- |
| 1993      |                                          | Bill Nye the Science Guy                   | élelmiszer asszisztens | 1 epizód                                                 |
| 1999      | Esküdt ellenségek                        | Law & Order                                | Danny Ruiz             | 1 epizód                                                 |
| 2000–2001 |                                          | Gideon's Crossing                          | Dr. Aaron Boies        | 20 epizód                                                |
| 2001      | Csajok                                   | Girlfriends                                | Antoine Childs         | 1 epizód                                                 |
| 2002      | A hetedik érzék                          | Haunted                                    | Marcus Bradshaw        | 11 epizód                                                |
| 2003      | A pálya királyai                         | Playmakers                                 | Leon Taylor            | 11 epizód                                                |
| 2004      | Century City – A jövő fogságában         | Century City                               | Mr. Skobel             | 1 epizód                                                 |
| 2005      | A Grace klinika                          | Grey's Anatomy                             | Digby Owens            | 1 epizód                                                 |
| 2005      | Esküdt ellenségek: Különleges ügyosztály | Law & Order: Special Victims Unit          | Alvin Dutch            | 1 epizód                                                 |
| 2006      | A törvény jogán                          | In Justice                                 | Luther Cain            | 1 epizód                                                 |
| 2007–2009 |                                          | Lincoln Heights                            | Edward "Eddie" Sutton  | főszereplő                                               |
| 2008      | A félelem maga                           | Fear Itself                                | Wiliams őrmester       | - 1 epizód - magyar hangja: - Barabás Kiss Zoltán        |
| 2009      | In Treatment – A terapeuta               | In Treatment                               | Luke                   | visszatérő szerep (6 epizód)                             |
| 2010      | A férjem védelmében                      | The Good Wife                              | Dr. Shawn Wesley       | 1 epizód                                                 |
| 2011      |                                          | FutureStates                               | Kaya Guidry            | 1 epizód                                                 |
| 2011      | Shameless – Szégyentelenek               | Shameless                                  | Tony társa             | 2 epizód                                                 |
| 2011–2015 | Briliáns elmék                           | Suits                                      | Quentin Sainz          | 2 epizód                                                 |
| 2011-2017 | Grimm                                    | Grimm                                      | Hank Griffin nyomozó   | - főszereplő - magyar hangja: - Zöld Csaba               |
| 2018      |                                          | Seven Seconds                              | Isaiah Butler          | minisorozat (10 epizód)                                  |
| 2018–2019 | A viszony                                | The Affair                                 | Carl Gatewood          | 5 epizód                                                 |
| 2019      | Az igazság oldalán                       | Proven Innocent                            | Ezekiel "EZ" Boudreau  | - főszereplő (13 epizód) - magyar hangja: - Czető Roland |
| 2020      | Lincoln Rhyme: Vadászat a Csontemberre   | Lincoln Rhyme: Hunt for the Bone Collector | Lincoln Rhyme          | főszereplő (10 epizód)                                   |
| 2021      |                                          | Aftershock                                 | CO                     | 1 epizód                                                 |
| 2021      | Lost in Space – Elveszve az űrben        | Lost in Space                              | Grant Kelly            | visszatérő szerep (3. évad)                              |
| 2021–2024 |                                          | BMF                                        | Charles Flenory        | főszereplő (28 epizód)                                   |
| 2022      |                                          | Mike                                       | Don King               | minisorozat (8 epizód)                                   |

### Videójátékok
| Év   | Cím                  | Szerep                      |
| ---- | -------------------- | --------------------------- |
| 2008 | Army of Two          | Tyson Rios                  |
| 2009 | Terminator Salvation | Rogers, ellenállás katonája |